# Cleome lanceolata
Cleome lanceolata là một loài thực vật có hoa trong họ Màng màng. Loài này được (Mart. & Zucc.) H.H.Iltis mô tả khoa học đầu tiên năm 1959.